# Bruno Durand

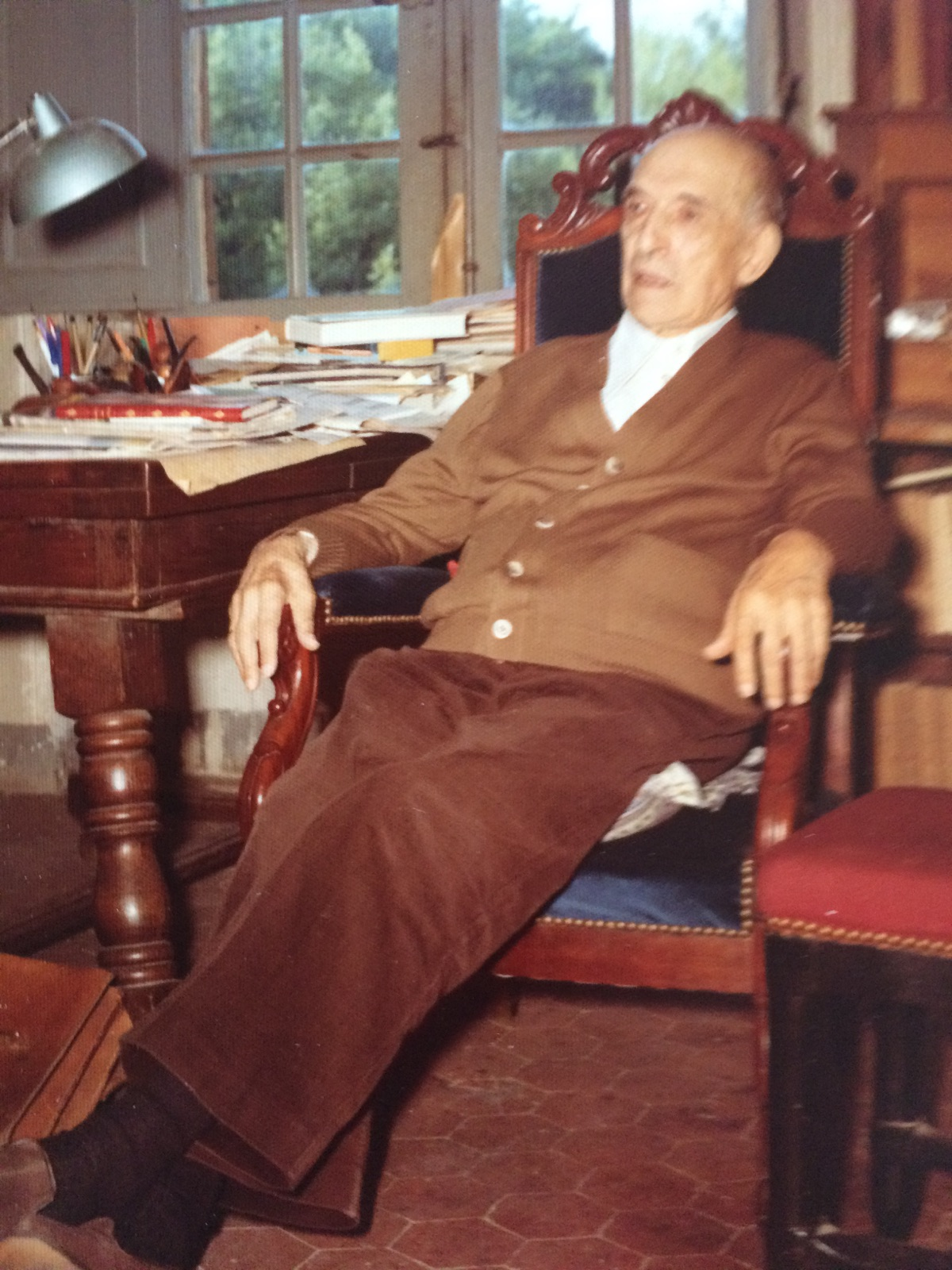
Bruno Durand

Bruno Durand (* 28. Mai 1890 in Aix-en-Provence; † 8. November 1975 in Saint-Marc-Jaumegarde, Département Bouches-du-Rhône) war ein französischer Bibliothekar, Provenzalist, Romanist und Dichter des Provenzalischen wie des Französischen.

## Leben und Werk
Durand erwarb 1912 in Aix-en-Provence einen Studienabschluss in Jura und besuchte von 1913 bis 1917 die École nationale des chartes. Er war dann von 1921 bis 1934 Archivar in Toulon (in dieser Zeit erwarb er noch in Aix die Licence ès lettres) und von 1936 bis 1958 Leiter der Bibliothèque Méjanes in Aix-en-Provence. Während der deutschen Besatzung war er Bürgermeister der kleinen Gemeinde Saint-Marc-Jaumegarde, 7 Kilometer nordöstlich von Aix. Er hinterließ eine private Bibliothek von 20 000 Bänden.

Durand wurde 1937 Majoral (Akademiemitglied) des Félibrige und 1944 Mitglied der Académie d‘ Aix-en-Provence. 

Die Stadt Aix-en-Provence hat eine Straße, die Académie d’Aix einen Preis nach ihm benannt.

Durand war der Enkel des Heraldikers Louis de Bresc (1834–1911) und der Großneffe des Historikers und Dichters Léon de Berluc-Pérussis (1835–1902), die beide schon provenzalistisch engagiert waren.

## Werke

### Provenzalistik
- Grammaire provençale, Aix-en-Provence 1923, 6. Auflage, Marseille 1983
- (Hrsg.) Correspondance de Frédéric Mistral et Léon de Berluc-Pérussis 1860-1902, Gap 1955
- (Hrsg.) Lettres de Léon de Berluc-Pérussis à Paul Mariéton 1882-1902, Gap 1957
- Sainte Victoire dans l'histoire et dans la légende, Cavaillon 1965
- Luc de Clapiers marquis de Vauvenargues et son temps, 1966, Paris 2012

### Dichtung
- Lou Camin roumiéu. Recuei de trobo prouvençalo. - La Voie romaine. Recueil de poésies provençales, Aix-en-Provence 1958
- Lou Lougis de la luno. Recuei de trobo prouvençalo. - Le Logis de la lune. Recueil de poésies provençales", Marseille 1962
- Li Soulòmi e li soulas. Recuei de trobo prouvençalo. - Les Plaintes et les consolations. Recueil de poèmes provençaux, Cavaillon 1965
- Le Cyprès et l'olivier, Cavaillon 1975